# Petrowsk-Sabaikalski
Petrowsk-Sabaikalski (russisch Петровск-Забайкальский) ist eine Stadt in der Region Transbaikalien (Russland) mit 18.549 Einwohnern (Stand 14. Oktober 2010).

## Geographie
Die Stadt liegt in einer Senke zwischen Ausläufern der zu den transbaikalischen Mittelgebirgen gehörigen Kämme Sagan und Zagan-Churtei, etwa 410 km westlich der Oblasthauptstadt Tschita, an der Mündung des Flüsschens Kischa in die Baljaga, einen kleineren, rechten Nebenfluss des Chilok.
Die Stadt Petrowsk-Sabaikalski ist der Region administrativ direkt unterstellt und zugleich Verwaltungszentrum des gleichnamigen Rajons.
Petrowsk-Sabaikalski ist Station der Transsibirischen Eisenbahn (Station Petrowski Sawod, Streckenkilometer 5784 ab Moskau). An der Stadt führt die Fernstraße M55 Irkutsk–Tschita westlich vorbei.

## Geschichte

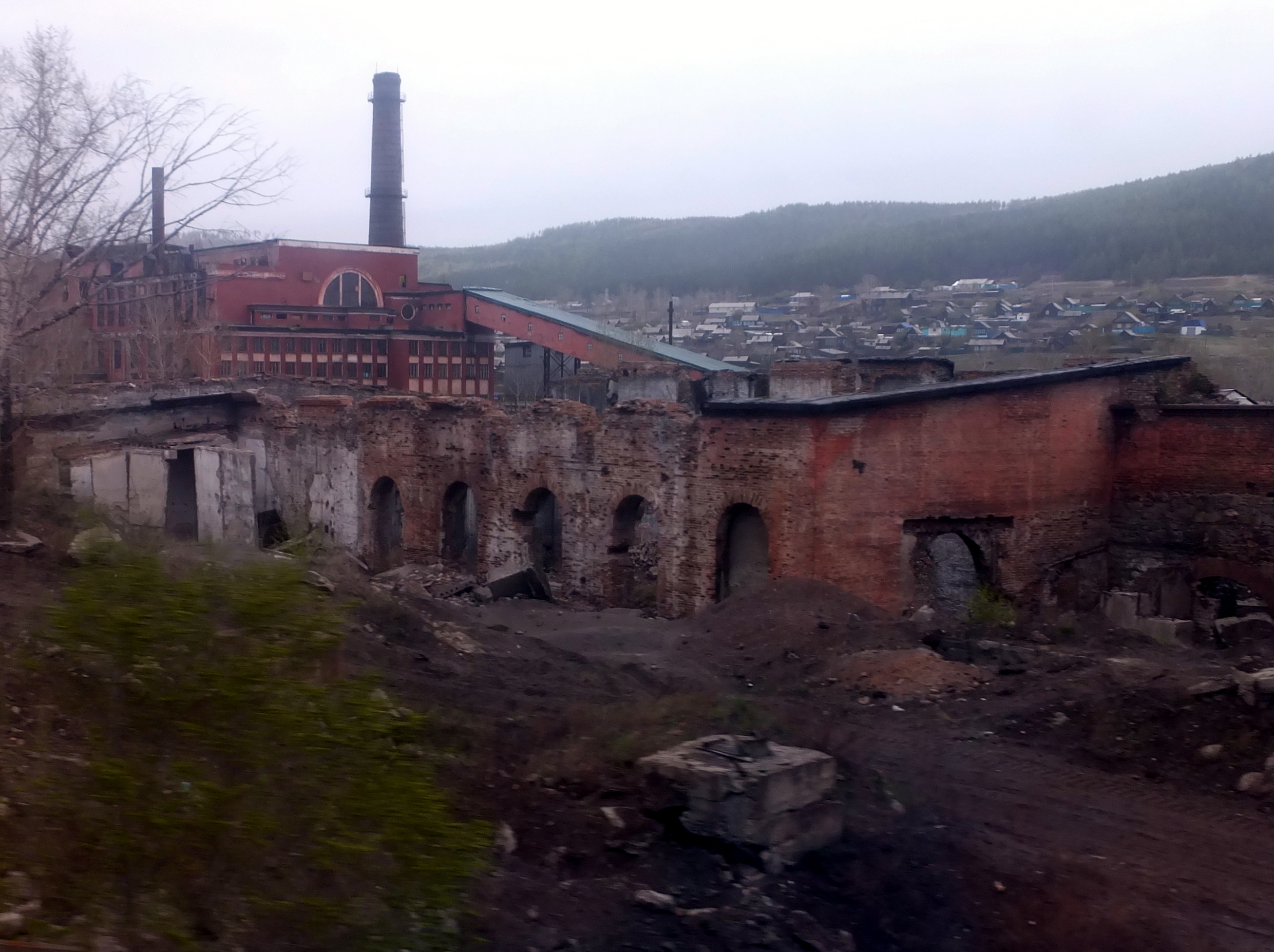
Überreste der Eisenhütte Petrowski Sawod (2016)

1789 entstand auf Grundlage der Eisenerzvorkommen auf Veranlassung Katharina der Großen die Eisenhütte Petrowski Sawod (Peter-Werk bzw. -Hütte, benannt nach Peter dem Großen) mit dazugehöriger, gleichnamiger Siedlung. Die Erze wurden unter Tage gefördert.
Nach dem Aufstand von 1825 wurden 71 führende Dekabristen nach Petrowski Sawod verbannt, darunter Fürst Sergei Trubezkoi. Alexander Puschkin bezieht sich in seinem bekannten Gedicht Sendschreiben nach Sibirien (In der Tiefe sibirischer Erze ...) darauf.
1926 erhielt der Ort unter dem Namen Petrowsk-Sabaikalski Stadtrecht (etwa Transbaikalisches Petrowsk, zur Unterscheidung von Petrowsk in der Oblast Saratow), 1940 wurde ein neues Eisenwerk eröffnet.

### Bevölkerungsentwicklung
| Jahr | Einwohner 1 |
| ---- | ----------- |
| 1939 | 21.011      |
| 1959 | 29.795      |
| 1970 | 28.313      |
| 1979 | 30.945      |
| 1989 | 28.291      |
| 2002 | 21.164      |
| 2010 | 18.549      |

## Kultur, Bildung und Sehenswürdigkeiten
1980 wurde im Haus von Ekaterina Trubezkaja, die ihrem Ehemann freiwillig in die Verbannung gefolgt war, ein Dekabristenmuseum eröffnet.
Am Bahnhof erinnert eine Gedenktafel an die verbannten Dekabristen. Mehrere von ihnen, darunter Iwan Gorbatschewski, sind auf dem örtlichen Friedhof begraben.
In Petrowsk-Sabaikalski gibt es eine medizinische und eine pädagogische Lehranstalt.

## Wirtschaft
Außer der Eisenhütte gab es in Petrowsk ein Glaswerk, welches aber geschlossen wurde, außerdem Betriebe der Lebensmittel- und Forstwirtschaft.